# Rules of Survival
Rules of Survival (RoS) là một trò chơi battle royale trực tuyến nhiều người chơi free-to-play, được phát triển và phát hành bởi NetEase Games. Trò chơi tuyên bố có hơn 150 triệu người chơi đăng ký trên toàn thế giới. Tính đến ngày 30 tháng 5 năm 2018, trò chơi được phát hành trên Steam. Tuy nhiên, không giống như phiên bản không có Steam miễn phí, trò chơi được phát hành với thẻ giá, cung cấp "quà tặng đặc biệt" với giao dịch mua. Trò chơi sau đó được gỡ xuống khỏi Steam trước ngày 13 tháng 6 năm 2018, và được khôi phục vào ngày 28 tháng 6 năm 2018.
Từ ngày 27 tháng 6 năm 2022. Trò chơi sẽ chính thức dừng hoạt động do các vấn đề về Hack, Cheat. Trước đó, trò chơi đã ra mắt phiên bản 2.0 để cải thiện lỗi nhưng số lượng người chơi đã giảm sâu khiến cho doanh thu tụt xuống. Những ai đã nạp Kim Cương sẽ được hoàn tiền sau khi trò chơi đóng cửa.

## Cách chơi

Bản đồ Ghillie Island

Bản đồ Fearless Fiord

Rules of Survival theo dạng chuẩn của thể loại battle royale, nơi người chơi chiến đấu để trở thành người (hoặc đội) cuối cùng còn sống. Người chơi có thể chọn tham gia trận đấu ở nhiều chế độ khác nhau: Solo, Duo, Squad (4 người), hoặc Fireteam (5 người). Trong cả hai trường hợp, người hoặc nhóm cuối cùng còn sống sẽ thắng trận đấu. Có hai bản đồ có thể chơi được trong trò chơi: Ghillie Island (120 người chơi, 4.8 km×4.8 km) và Fearless Fiord (300 người chơi, 8 km×8 km). Ngoài ra còn có các chế độ chơi khác nhau như là the Gold Mode, trong đó người chơi có thể kiếm vàng, hoặc Diamond Mode trong đó người chơi có thể kiếm kim cương trong suốt trận đấu. Sự ra đời của bản đồ Fearless Fiord giới thiệu loại chiến đấu mới, Blitzkrieg, trong đó người chơi sẽ chỉ rơi vào một phần nhất định của bản đồ được trang bị súng lục, ba lô và áo giáp cơ bản. Blitzkrieg có nghĩa là làm cho người chơi đụng độ trực diện.
Trận đấu bắt đầu khi tất cả người chơi đều ở một vị trí trên hòn đảo. Khi đếm ngược kết thúc, người chơi sẽ nhảy dù từ máy bay lên đảo, với vật phẩm như vũ khí, giáp và dụng cụ y tế, và các phương tiện giao thông nằm rải rác trên đường. Người chơi cũng có thể giết người chơi khác để cướp lấy vật phẩm của họ. Ở chế độ góc nhìn thứ ba, người chơi có thể chuyển đổi giữa góc nhìn thứ ba và góc nhìn thứ nhất. Trò chơi cũng cung cấp chế độ góc nhìn thứ nhất. Khi thời gian trò chơi diễn ra, vùng an toàn của trò chơi sẽ dần dần giảm kích thước, những người chơi nhằm ngoài khu vực sẽ nhận sát thương. Điều này làm tăng cơ hội gặp nhau và đối đầu giữa các người chơi. Những hòm đồ cũng sẽ rơi từ máy bay xuống trong suốt trận đấu, cung cấp các vật phẩm ngẫu nhiên có thể không tìm thấy trong bản đồ trò chơi.
Khi hoàn thành mỗi trận chơi, người chơi sẽ nhận được tiền tệ trong trò chơi dựa trên thời gian sống sót, số người chơi bị giết và cấp độ người chơi. Các loại tiền tệ sau đó có thể được sử dụng để mua hộp cung cấp có chứa vật phẩm trang trí cho người chơi hoặc vũ khí.

## Tranh cãi
Trước khi PUBG phát hành các phiên bản di động, PUBG Corporation đã khởi xướng một hành động pháp lý tại Tòa án quận Bắc California chống lại NetEase Games vào tháng 1 năm 2018, họ tuyên bố rằng trò chơi trên thiết bị di động Rules of Survival và Knives Out vi phạm bản quyền của PlayerUnknown's Battlegrounds. Vụ kiện của tập đoàn PUBG khẳng định rằng Rules of Survival là một "tác phẩm nghe nhìn có bản quyền, riêng lẻ và/hoặc kết hợp với các yếu tố khác của dạng trò chơi Battlegrounds", và xác định một số yếu tố xuất hiện tương tự trong cả hai trò chơi. Mặc dù nhiều yếu tố trong số này là các tính năng phổ biến của dòng trò chơi battle royale, tập đoàn PUBG cũng tuyên bố rằng có nhiều yếu tố cụ thể mà NetEase đã sao chép lại từ dòng Battlegrounds, như là liên quan đến gà để giành chiến thắng một trận đấu hoặc sử dụng chảo nấu ăn làm vũ khí. PUBG Corporation cũng cáo buộc NetEase "sao chép" chi phí Battlegrounds nhằm chiếm lấy thị phần trước khi PUBG phát hành Battlegrounds cho thiết bị di động." PUBG Corporation yêu cầu bồi thường về tiền mặt và yêu cầu NetEase từ việc phân phối thêm các trò chơi. NetEase, đáp lại yêu cầu xóa trò chơi của công ty PUBG đối với Apple, từ chối rằng trò chơi của họ vi phạm bản quyền với Battlegrounds.

## Đóng cửa trò chơi
Vào ngày 27 tháng 4 năm 2022, NetEase Games thông báo rằng họ sẽ ngừng vận hành trò chơi bắt đầu từ ngày 27 tháng 6 năm 2022. Việc ngừng hoạt động sẽ diễn ra trước khi xóa trò chơi khỏi Steam trước ngày 27 tháng 4 năm 2022. Đến ngày 27 tháng 6 năm 2022, tất cả các hoạt động của trò chơi sẽ bị chấm dứt và máy chủ của trò chơi sẽ ngừng hoạt động.